# روني أنكونا
روني أنكونا (بالإنجليزية: Ronni Ancona)‏ هي كاتبة سيناريو ومنتجة أفلام وممثلة بريطانية، ولدت في 4 يوليو 1968 في المملكة المتحدة. بدأت مشوارها المهني سنة 1986، ومن الجوائز التي نالتها British Comedy Awards ‏.

## جوائز
- British Comedy Awards [الإنجليزية]‏

## وصلات خارجية
- روني أنكونا على موقع IMDb (الإنجليزية)
- روني أنكونا على موقع روتن توميتوز (الإنجليزية)
- روني أنكونا على موقع ألو سيني (الفرنسية)
- روني أنكونا على موقع ميوزك برينز (الإنجليزية)
- روني أنكونا على موقع أول موفي (الإنجليزية)
- روني أنكونا على موقع قاعدة بيانات الأفلام السويدية (السويدية)
- روني أنكونا على موقع قاعدة بيانات الفيلم (الإنجليزية)
- روني أنكونا على موقع كينوبويسك (الروسية)